# Дюссель
Дю́ссель (нем. Düssel) — река в Германии, земля Северный Рейн-Вестфалия, правый приток Рейна. Исток реки находится на территории усадьбы Бломрат (город Вюльфрат) (Wülfrath-Blomrath) и обозначен памятным знаком. Рядом, по водоразделу проходит граница Вюльфрата и Фельберта. Дюссель протекает через участок долины Неандерталь, где были найдены останки первобытного человека — неандертальца. В Дюссельдорфе Дюссель впадает в Рейн.
Название реки дало название городу Дюссельдорф и его административному району Дюссельталь. Длина реки — 46 км. Высота устья — 32 м над уровнем моря. Высота истока — 240 м над уровнем моря.

## Топонимика
Вероятнее всего, что слово Дюссель (Düssel) берёт своё начало от германского слова Тусиля (в латинской транскрипции «Thusila»), что означает «шумит, бушует». В древненемецком слово писалось как «doson». Ещё в 1065 году эта небольшая река на средневерхненемецком называлась Туссале (Tussale) (шумливая, шумящая, бушующая), что вполне соответствует полугорному характеру её течения.

## Долина

### Дюссель в пределах Дюссельдорфа
Входя в город (административный район Герресхайм) Дюссель искусственно разделяется на два рукава: Северный Дюссель и Южный Дюссель. Эта искусственная бифуркация реки происходит вблизи усадьбы Хоерхоф (Höherhof). Ниже по течению оба рукава вновь подвергаются принудительному разделению. От Северного Дюсселя отделяется ручей Киттельбах (Kittelbach), а от Южного Дюсселя — ручей Брюккербах (Brückerbach). В результате образуется довольно обширная «дельта» Дюсселя, в которой размещается вся центральная часть города. Собственно Южный и Северный Дюссели в непосредственной близости от Рейна вновь сходятся и впадают в Рейн в Старом городе, будучи заключёнными в трубы, а ручью Киттельбах и Брюккербах расходятся далеко на север и юг Дюссельдорфа и впадают в Рейн естественно. Киттельбах, протекая под взлётно-посадочной полосой дюссельдорфского международного аэродрома впадает в Рейн в административном районе Кайзерсверт, а Брюккербах ограничивает с востока территорию ботанического сада университета и при впадении в Рейн служит границей административных районов Флее и Химмельгайст.
Искусственные бифуркации Дюсселя произведены с целью регулирования стока и прекращения опасных наводнений. На местах разделения рукавов установлены створы, с помощью которых можно при необходимости перенаправлять или ограничивать объёмы их стока.

#### Киттельбах
Киттельбах является рукавом Северного Дюсселя, ответвляющимся от него на улице Хайнрих-штрассе и направляющим свои воды на север Дюссельдорфа.

## Населённые пункты
Дюссель протекает в черте следующих населённых пунктов:
- Вюльфрат
- Фельберт
- Вупперталь
- Хан (Грюйтен)
- Меттманн
- Эркрат
- Дюссельдорф